# Ànec Daffy
L'Ànec Daffy (o Ànec Lluc a Canal 9), conegut en anglès com a Daffy Duck, és un ànec silvestre de dibuixos animats dels estudis Warner Bros. que apareix a les sèries de curts d'animació Looney Tunes i Merrie Melodies, acompanyat sovint d'en Bugs Bunny, Porky, o en menor mesura, amb Yosemite Sam, Elmer Fudd, El gat Silvestre, Taz el demoni de tasmania, Marvin el Marcià, Foghorn Leghorn o Speedy González, però també en solitari.
L'Ànec Daffy (o Ànec Lluc a Canal 9), conegut en anglès com a Daffy Duck, és un ànec silvestre de dibuixos animats dels estudis Warner Bros. que apareix a les sèries de curts d'animació Looney Tunes i Merrie Melodies, acompanyat sovint d'en Bugs Bunny, Porky, o en menor mesura, amb Yosemite Sam, Elmer Fudd, El gat Silvestre, Taz el demoni de tasmania, Marvin el Marcià, Foghorn Leghorn o Speedy González, però també en solitari.
L'ànec Daffy té un caràcter àvar, malgeniat i xerraire, desenvolupant sovint papers de venedor d'assegurances, heroi intergalàctic o de doble d'en Bugs Bunny, entre d'altres, tot i que sovint els seus plans acaben en fracàs, això no obstant, val a dir que quan fou creat l'any 1937 tenia una personalitat més esbojarrada i sense mal geni, sortint-li tot bé.
En un dibuix d'en Daffy de 1937, comparat amb el d'avui, es pot apreciar que quan el personatge està amb l'Elmer ell és un ànec boig, mentre que quan es troba amb en Bugs, ell és malvat, rondinaire i desafortunat.
Daffy Duck ha aparegut en 129 curtmetratges durant l'època daurada de l'animació americana, sent el tercer personatge dels Looney Tunes amb més aparicions per darrere de Bugs Bunny i Porky.